# Politikåret 1972

## Händelser

### Januari
- 30 januari – Den blodiga söndagen: 14 demonstranter, däribland sex barn, skjuts av polisen vid en demonstration i Derry, Nordirland.

### Februari
- 7 februari - Jack Marshall efterträder Keith Holyoake som Nya Zeelands premiärminister.[1]
- 11 februari – Ras al-Khayma inträder i Förenade arabemiraten.[2]
- 21–28 februari – USA:s president Nixon gör ett statsbesök i Folkrepubliken Kina.

### Mars
- 24 mars – Brittiska regeringen tar över styret av Nordirland.

### Maj
- 22 maj – Ceylon blir Republiken Sri Lanka.[3]

### Juni
- 17 juni – Watergateaffären inleds när en grupp män gör inbrott i Demokratiska partiets högkvarter i Washington DC.

### Juli
- 21 juli – Blodiga fredagen när 22 bomber exploderar i Belfast, Nordirland, utplacerade av Provisional IRA

### September
- 1 september – Torskkriget inleds när Island utvidgar sin fiskegräns till 50 sjömil
- 5 september – Vid olympiska sommarspelen i München dödas 11 israeliska idrottsmän av palestinska Svarta september

### Oktober
- 5 oktober - Anker Jørgensen efterträder Jens Otto Krag som Danmarks statsminister.[4]
- 18 oktober - Lars Korvald efterträder Trygve Bratteli som Norges statsminister.[5]

### December
- 8 december - Norman Kirk efterträder Jack Marshall som Nya Zeelands premiärminister.[1]
- 25 december – I sitt jultal riktar statsminister Olof Palme hård kritik mot USA för flygbombningen av Nordvietnam

## Val och folkomröstningar
- 2–3 januari – Riksdagsval i Finland.
- 24–25 september – Norge tackar i en folkomröstning nej till EG-medlemskap.
- 2 oktober – Danmark tackar i en folkomröstning nej till EG-medlemskap.
- 7 november - Republikanen Richard Nixon väljs om som president i USA.
- 19 november – Förbundsdagsval i Västtyskland.

## Organisationshändelser
- 21 april – Folkebevægelsen mod EU bildas i Danmark.
- 22 augusti – Fremskridtspartiet bildas i Danmark.

## Födda
- 15 mars – Ibrahim Baylan, Sveriges socialdemokratiska arbetarepartis partisekreterare sedan 2006.
- 22 mars – Åsa Romson, Miljöpartiet de Grönas språkrör sedan 2011.

## Avlidna
- 6 april – Heinrich Lübke, Västtysklands förbundspresident 1959–1969.
- 7 april – Abeid Karume, Zanzibars president 1964–1972.
- 15 september – Ásgeir Ásgeirsson, Islands president 1952–1968.
- 1 december – Antonio Segni, Italiens president 1962–1964.
- 26 december – Harry S. Truman, USA:s president 1945–1953.

### Fotnoter
1. 1 2  ”New Zealand” (på engelska). World Statesmen. http://www.worldstatesmen.org/New_Zealand.htm. Läst 1 augusti 2015.
2. ↑  ”United Arab Emirates” (på engelska). World Statesmen. http://www.worldstatesmen.org/United_Arab_Emirates.html. Läst 22 november 2012.
3. ↑  ”Sri Lanka” (på engelska). World Statesmen. http://www.worldstatesmen.org/Sri_Lanka.html. Läst 23 september 2012.
4. ↑  ”Denmark” (på engelska). World Statesmen. http://www.worldstatesmen.org/Denmark.html. Läst 2 augusti 2015.
5. ↑  ”Norway” (på engelska). World Statesmen. http://www.worldstatesmen.org/Norway.htm. Läst 2 augusti 2015.